# Moï loutchchi droug gueneral Vassili, syne Iossifa

Moï loutchchi droug guéneral Vassiliï, syne Iossifa (Мой лучший друг генерал Василий, сын Иосифа) (littéralement, en français : Mon meilleur ami, le général Vassili, fils de Joseph) est un film biographique soviétique réalisé par Victor Sadovski (ru), sorti en 1991, avec Boris Chtcherbakov et Vladimir Steklov dans les rôles principaux. Il est ici fait référence à Joseph Staline.
Moï loutchchi droug guéneral Vassiliï, syne Iossifa est un film biographique, basé sur l'amitié qui s'est créée entre le fils du dirigeant soviétique Joseph Staline et le célèbre sportif russe Vsevolod Bobrov, à la fois joueur de football et joueur de  hockey sur glace.

## Synopsis
Vassili Staline était lieutenant-général de l'Armée Rouge chargé des équipes sportives de l'armée et des forces aériennes. Il se lie d'amitié avec l'athlète Bagrov et en fait une star du sport. Après chaque match joué par son « jouet-étoiles », le général Vassili Staline organise une fête où l'alcool coule à flots et où des femmes dansent sur les tables entre les bouteilles de vodka. Mais après la mort de son père, le général Vassili Staline est arrêté sur ordre des nouveaux dirigeants soviétiques, et est accusé de complot « antisoviétique », en raison de ses opinions exprimées lors de conversations avec des diplomates étrangers.

## Fiche technique
- Pays : Union Soviétique
- Budget estimé : $15,000,000
- Durée : 102 minutes
- Année de sortie : 1991 (Avril)
- Sociétés de production : Kraun, Lenfilm et Leninterfilm

## Distribution
- Boris Chtcherbakov : Vsevolod Bagrov
- Vladimir Steklov : Vasili Josifovich Staline
- Andreï Boltnev : Astafiev
- Irina Malycheva : Ninel, la prostituée
- Andreï Toloubeïev : Anatoli Choustrov
- Piotr Chelokhonov : le colonel Savinykh
- Igor Gorbatchev : médecin
- Ian Yanakiev : Lavrenti Beria
- Viktoria Sadovskaïa
- Valentina Kovel
- Igor Yefimov (ru)
- Gueorgui Stil

### Rôles secondaires
Ernst Romanov, Andreï Ponomariov, I. Myachina, Anatoli Roudakov, Alexandre Berda, Sergueï Lossev, Evgueni Barkov, Youri Dedovitch, Evgueni Dergatchiov, Mikhaïl Deviatkine, Yefim Joffé, Nikolaï Makarov, Viktor Soloviov, A. Strepetov, Alexeï Vanine, Ye. Yerofeïev, O. Youdi, You. Zabloudovski.

## Commentaires
Le nom du personnage principal dans le film est Bagrov, afin d'éviter toute mention directe du nom du sportif vedette russe Vsevolod Bobrov, dont la popularité était grande tant en Russie qu'à l'étranger.